# Harry Blackstone, Sr.
Pour les articles homonymes, voir Blackstone.

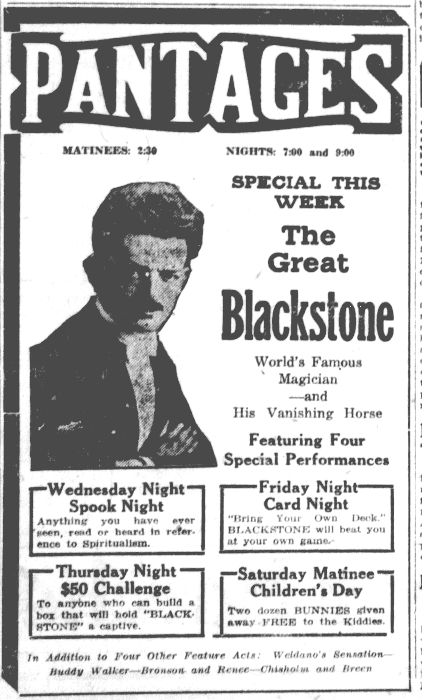
Great Blackstone en spectacle, Seattle, 1922.

Harry Blackstone Sr. est un magicien américain, populaire au XXe siècle. Il œuvre sous le nom de "Great Blackstone" (le Grand Blackstone),. Né le 27 novembre 1885 à Chicago, il meurt le 16 septembre 1965 en Californie.

## Biographie
Originaire de Chicago, Harry Blackstone, Sr. est connu pour son numéro consistant à scier une femme en deux.
Un spectateur le décrit comme suit: "J'ai vu le Grand Blackstone sur scène apparemment en train de passer une lame de scie tournant à grande vitesse directement à travers le col d'une assistante en transe. Un bloc de bois en dessous du cou a été scié en deux au milieu d'un grand bruit et beaucoup de sciure".